# Assedio di Costantinopoli (1203)
L'assedio di Costantinopoli del 1203 fu combattuto tra l'alleanza formata da Crociati e bizantini fedeli all'imperatore Alessio IV Angelo, contro i bizantini fedeli all'usurpatore Alessio III Angelo. Fu la prima volta nella storia che Costantinopoli venne espugnata.

## Antefatto
Nell'inverno del 1202 i crociati della quarta crociata, conquistarono la città di Zara, come pagamento fatto ai veneziani per il trasporto in Terra santa. Il principe bizantino Alessio IV, figlio di Isacco II Angelo, detronizzato, accecato e tenuto in prigione da suo fratello Alessio III, quando venne a conoscenza che i crociati stavano svernando a Zara, decise di inviar loro un'ambasciata con la richiesta d'aiuto per liberare il padre dalla prigionia, in modo da poter riprendere in mano l'Impero bizantino. Alessio era riuscito a fuggire dalla prigionia nel 1202 e si era rifugiato presso sua sorella in Germania, moglie di Filippo di Svevia. In precedenza Alessio IV aveva già contattato Venezia da Verona. La proposta del principe bizantino era quella di ottenere la collaborazione dei crociati per riappropriarsi del trono in cambio di aiuti militari (10 000 soldati) oltre che denaro e generi di consumo per i crociati, la riunione delle due Chiese e la concessione di accordi mercantili favorevoli con Venezia. A Venezia promise anche di pagare la somma che i crociati non avevano pagato e promise inoltre di voler sostenere le spese di 500 cavalieri che dovevano rimanere in Terra santa. Il papa, allettato dalla prospettiva della riunificazione con la chiesa ortodossa si fece convincere, tolse la scomunica e dette il suo permesso per la continuazione dell'impresa e della detronizzazione dell'usurpatore Alessio III. Il doge Enrico Dandolo fu felicissimo di accontentare il papa e di assicurare a Venezia enormi vantaggi. Ad alcuni crociati però non piaceva la prospettiva di assalire un'altra città cristiana al posto di combattere i musulmani, perciò si separarono dal resto dei crociati e fecero vela in direzione della Siria.
Il 25 aprile 1203 Alessio IV arrivò a Zara ed alcuni giorni dopo la flotta spiegò le vele in direzione di Costantinopoli. Fu compiuta una sosta a Durazzo, dove Alessio fu riconosciuto come imperatore, ed un'ulteriore sosta fu effettuata a Corfù.

## L'assedio

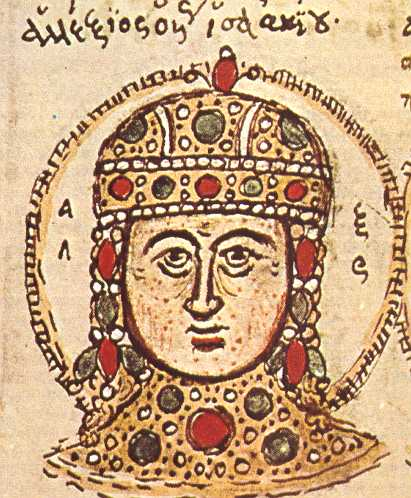
Ritratto di Alessio IV Angelo.

Il 24 giugno Costantinopoli venne avvistata. La flotta crociata si diresse verso il Corno d'Oro ma venne sospinta verso Calcedonia. I bizantini risposero lanciando vari proiettili dalle mura della città contro le navi nemiche, senza però arrecare danni.
Il 25 giugno i veneziani raggiunsero Crisopoli via mare, mentre il resto dell'esercito crociato, una volta sbarcato, procedette sulla terraferma. Un gruppo di alcune decine di cavalieri crociati, distaccatosi dal grosso dell'esercito per esplorare l'area, fu presto assalito da un contingente di cavalleria imperiale, ma i primi riportarono comunque la vittoria.
Il 26 giugno Alessio III inviò un ambasciatore all'accampamento crociato offrendo accoglienza e facendo affidamento sulla comune religione, ma nello stesso tempo avvertendoli del pericolo rappresentato dal muovere guerra all'imperatore nella capitale dell'impero, mai espugnata sino ad allora. I crociati congedarono l'ambasciatore ribadendo che Alessio III non era degno del suo trono e che invece bene avrebbe fatto a cederlo ad Alessio, figlio di Isacco II Angelo.
Il 27 giugno alcune galee salparono e sfilarono davanti alle mura di Costantinopoli mostrando al popolo il pretendente al trono Alessio, che però non era loro noto e non venne riconosciuto.
I crociati allora si apprestarono a schierare l'esercito al fine di conquistare la città. L'avanguardia fu affidata a Baldovino di Fiandra che nel suo nutrito e ben armato seguito aveva un gran numero di arcieri e balestrieri, il secondo corpo al fratello Enrico, il terzo ad Ugo di Saint-Pol e Pietro d'Amiens, il quarto a Luigi di Blois, il quinto a Matteo di Montmorency e Goffredo di Villehardouin, il sesto ai borgognoni e la retroguardia a Bonifacio I del Monferrato insieme ad un contingente di tedeschi e provenzali. L'esercito imperiale era invece schierato sulla riva opposta del Bosforo.
Il 5 luglio i crociati si imbarcarono sulle navi. La flotta era aperta dalle galee e dietro di esse gli uscieri. Attraversato lo stretto tratto di mare che separava Crisopoli da Galata i crociati sbarcarono sulla riva opposta dove era schierato l'esercito imperiale che dapprima sembrò voler rintuzzare l'attacco crociato ma subito dopo si ritirò, mentre gli uscieri facevano sbarcare la cavalleria. I crociati si impossessarono di Estanor, il quartiere ebraico, poi con un attacco congiunto per terra e per mare posero assedio alla torre di Galata.
Il 7 luglio la guarnigione della torre di Galata, rinforzata da un contingente di uomini giunto nottetempo da Costantinopoli su barche, lanciò una sortita contro l'accampamento crociato. Dapprima la sortita fu contenuta da Giovanni di Avesnes, che rimase ferito da un colpo di lancia alla testa nello scontro, poi i bizantini furono respinti ed inseguiti nella torre da Pietro di Bracieux, che infine la espugnò facilmente non essendo i difensori riusciti a barricarsi in tempo. Presto fu forzata anche la possente catena che chiudeva il porto della città.
I crociati, a questo punto, dovettero decidere se assaltare Costantinopoli dalla sponda opposta del Corno d'Oro, oppure da ovest, aggirandolo. In questo primo assedio i crociati francesi optarono per la seconda alternativa, al fine di poter attaccare da terra e combattere a cavallo, nella maniera a loro più consona e favorevole.
Il 12 luglio i veneziani salparono con le loro navi e si diressero verso la sponda settentrionale del Bosforo mentre il resto dell'esercito crociato, procedendo sulla terraferma, venne ostacolato dalla distruzione del ponte di Pietra Forata, distrutto dagli stessi greci durante la ritirata, dopo l'accanita resistenza da parte della guardia variaga di Bisanzio. I veneziani, nel frattempo, con gli alberi delle navi, avevano costruito delle piattaforme volanti, sospese agli alberi all'altezza delle mura; saltando dalle piattaforme sulle mura erano riusciti a conquistare molte torri. In questa occasione il cronista Goffredo di Villehardouin rimase molto impressionato, soprattutto dal coraggio mostrato dal vecchio doge, il quale, con sprezzo del pericolo nonostante l'età e l'infermità (era quasi cieco), partecipò all'arrembaggio, precedendo lo stendardo di San Marco e spronando i suoi marinai, minacciandoli di severe punizioni se non lo avessero condotto a terra al più presto.
Il 13 luglio l'esercito crociato, riparato in tutta fretta il ponte, si posizionò su una bassa collina presso il monastero dei Santi Cosma e Damiano, di fronte al palazzo delle Blacherne.
Il 17 luglio, dopo alcuni giorni di aspra battaglia, i veneziani riuscirono ad aprire una breccia nelle mura e ad entrare nella città. Quando vennero conquistate venticinque torri, il doge Dandolo diede ordine di incendiare le case vicine, causando un incendio che gli fece da scudo. Solo in quel frangente decise di inviare dei rinforzi ai crociati francesi.
Alessio III, vista la mal parata, aveva arraffato quanto poteva del tesoro imperiale e si era dato alla fuga portando con sé la figlia. Isacco II venne liberato dal carcere e si dichiarò pronto a confermare le promesse fatte ai crociati dal figlio che nominò coreggente il 1º agosto 1203, con appropriata cerimonia nella basilica di Santa Sofia ed alla presenza di tutti i baroni della crociata.

## Conseguenze
Tuttavia fu difficile realizzare la promesse; le casse dell'impero erano vuote e l'unione delle due chiese era fortemente osteggiata sia dal clero sia dal popolo bizantino. Alessio cercava di tergiversare e di tacitare i comandanti dei crociati con dispendiosi regali, cosa che accentuò la cupidigia di questi ultimi. In città le colonie dei mercanti genovesi e pisani, che già vi risiedevano, venivano assalite dal popolo esacerbato. Alessio peggiorò le cose imponendo nuove e gravose tasse per racimolare fondi per calmare i crociati che cominciavano ad arrabbiarsi. Si inimicò anche il clero confiscando e facendo fondere i candelabri d'argento delle chiese. La scontentezza degli abitanti cresceva nel vedere quei superbi cavalieri che scorrazzavano in città. La soldataglia latina aveva bisogno di viveri e compiva scorribande per conto suo. Cominciarono atti di aperta ostilità contro i crociati che venivano anche aggrediti per le strade. Alcuni di essi, che avevano saccheggiato una moschea, vennero aggrediti dai bizantini e per difendersi appiccarono il fuoco ad alcune case. L'incendio si propagò e per giorni una parte di Costantinopoli fu preda delle fiamme. Venne fatto anche un tentativo di incendiare le navi veneziane che però non ebbe successo.
Si arrivò ad una rivolta, capeggiata da Alessio V Ducas detto "Murzuflo" , cugino di Alessio IV, che aveva precedentemente appoggiato l'usurpazione di Alessio III. Alessio IV venne catturato e strangolato, Isacco II morì misteriosamente poco dopo, forse quale conseguenza dei patimenti subiti in carcere, forse per mano di Alessio V. Salito al trono, Alessio V rifiutò qualsiasi pagamento ai crociati e ai veneziani, ed impose loro di lasciare la “sua” città e il “suo” dominio.